# Солодицеві
Солодицеві, багатоні́жкові (Polypodiaceae) — родина папоротей, що містить понад 60 родів, поділених на кілька триб, із загальним числом видів понад 1000, з них в Україні відомі лише два види.
Більшість видів — епіфіти, але деякі зростають у ґрунті. Кореневище зазвичай повзуче. Мають прямі або виткі стебла. Вайї цілокраї, пірчасті або розсічені пірчасто чи іншим способом. Черешки не мають прилистків. Представники родини зустрічаються переважно по всьому світі, але найбільше у тропіках Старого Світу.

## Роди
- Acrosorus(інші мови)
- Adenophorus(інші мови)
- Aglaomorpha(інші мови)
- Arthromeris(інші мови)
- Belvisia(інші мови)
- Calymmodon(інші мови)
- Campyloneurum(інші мови)
- Caobangia
- Ceradenia(інші мови)
- Christiopteris(інші мови)
- Chrysogrammitis(інші мови)
- Cochlidium(інші мови)
- Colysis(інші мови)
- Ctenopteris(інші мови)
- Dicranoglossum(інші мови)
- Dictymia(інші мови)
- Drymotaenium(інші мови)
- Drynaria
- Enterosora(інші мови)
- Goniophlebium(інші мови)
- Grammitis(інші мови)
- Gymnogrammitis(інші мови)
- Kaulinia(інші мови)
- Kontumia(інші мови)
- Lecanopteris(інші мови)
- Lellingeria(інші мови)
- Lemmaphyllum(інші мови)
- Lepisorus(інші мови)
- Leptochilus
- Leucotrichum(інші мови)
- Lomaria(інші мови)
- Loxogramme(інші мови)
- Luisma(інші мови)
- Marginariopsis(інші мови)
- Melpomene(інші мови)
- Microgramma(інші мови)
- Microphlebodium
- Micropolypodium(інші мови)
- Microsorum
- Neocheiropteris(інші мови)
- Neurodium
- Niphidium(інші мови)
- Pecluma(інші мови)
- Phlebodium(інші мови)
- Phymatodes
- Phymatosorus(інші мови)
- Platycerium
- Pleopeltis(інші мови)
- Pleopodium(інші мови)
- Pleurosoriopsis(інші мови)
- Podosorus(інші мови)
- Polypodiodes(інші мови)
- Багатоніжка (Polypodium)
- Prosaptia(інші мови)
- Pseudocolysis
- Pyrrosia
- Scleroglossum(інші мови)
- Selliguea(інші мови)
- Serpocaulon(інші мови)
- Solanopteris(інші мови)
- Synammia(інші мови)
- Terpsichore(інші мови)
- Themelium(інші мови)
- Thylacopteris(інші мови)
- Zygophlebia